# Rhynchospora debilis
Rhynchospora debilis är en halvgräsart som beskrevs av Shirley Gale. Rhynchospora debilis ingår i släktet småag, och familjen halvgräs. Inga underarter finns listade i Catalogue of Life.